# Seleção Eslovaca de Rugby Union
A Seleção Eslovaca de Rugby Union é a equipe que representa a Eslováquia em competições internacionais de Rugby Union.

## Estatísticas
| Nação                | Jogos | Vitórias | Empates | Derrotas | Aproveitamento |
| -------------------- | ----- | -------- | ------- | -------- | -------------- |
| Azerbaijão           | 1     | 1        | 0       | 0        | 100%           |
| Áustria              | 1     | 1        | 0       | 0        | 100%           |
| Bósnia e Herzegovina | 1     | 0        | 0       | 1        | 0%             |
| Chipre               | 2     | 0        | 0       | 2        | 0%             |
| Grécia               | 1     | 0        | 0       | 1        | 0%             |
| Mônaco               | 2     | 1        | 0       | 1        | 50%            |